# 里克·卡洛韦
理查德·马龙·卡洛韦（英語：Richard Marlon Calloway，1966年12月12日—），美国NBA联盟前职业篮球运动员。